# 유충렬전
유충렬전(劉忠烈傳, 번역 : 류중례 이야기)은 조선 후기의 소설로 영웅소설에 속한다. 작자는 알려져 있지 않으며, 병자호란 이후에 쓰인 것으로 추정된다. 40종이 넘는 판본이 알려져 있으며, 그 중 국립중앙도서관에 3종이 소장되어 있다.

## 줄거리
명의 정통제 시기를 배경으로 하고 있다. 정통제는 토목의 변으로 적국의 포로가 되기도 한 군주로, 이러한 배경하에서 정통제는 난징에서 다른 곳으로 천도하려 하나 창해국에서 온 외교사절인 임경천의 권유로 천도할 생각을 접는다.
이 때 정언주부(正言主簿) 직에 있는 유심이라는 신하가 있었는데 개국 공신의 자손으로 부와 명예를 누리고 있었으나 자식이 없었다. 이를 우려하여 부인 장씨와 의논하여 형산에 빌어 태몽을 꾼다. 꿈의 내용은 자미원의 화신이 청룡을 타고 와 청룡을 놓아 보내고 자신은 장씨의 품 속으로 뛰어드는 것이었고, 이후 장씨는 태기가 있어 자식을 얻게 되는 데, 이 자식이 주인공 유충렬(劉忠烈, 류중례)이다.
자미원(유충렬)은 천계에서 익수와 불화하여 상제에게 익수를 벌하도록 청한다. 이로 인해 익수는 지상으로 추방되고, 지상에서 본작의 악역인 정한담으로 환생한다. 그러나 익수도 추방되기 전에 자미원을 모함하여 궁지에 빠진 자미원은 지상으로 달아난 것이었다.
당시 유심은 적국인 가달에 대해 유화적 입장을 취하고 있던 반면 정한담, 최일귀 등은 강경한 입장을 취하고 있었다. 정한담 일파는 반대파인 유심을 계략에 빠트려 몰아내는데 성공한다. 장씨와 유충렬도 달아나다가 흩어지게 되는데, 유충렬은 전직 고관인 강희주의 도움으로 목숨을 건지고, 강희주의 사위가 된다. 그러나 강희주도 정한담 등과 대립하다 밀려나고, 정한담, 최일귀 등은 적국과 내통하여 명나라로 쳐들어 오게 하여, 난징이 함락된다.
이 때 유충렬이 군사를 일으켜 적국의 군사를 물리치고, 난징을 회복한다. 정한담 등은 달아나 토번, 남만 등에 원군을 요청하지만 모두 거절당하고 붙잡히고 만다. 정통제는 정한담 등을 처형하고 유충렬을 무겁게 쓴다.

## 사실 관계
- 명나라의 도읍이 난징으로 묘사되나 영락제 이후 도읍은 베이징이었다.
- 정한담 일파가 정통제에게 친정을 권유하는데, 실제로 왕진이 친정을 권유한다. 다만 왕진은 종군했다가 토목의 변 때 피살되지만, 정한담 일파는 반대로 적국과 내통한다.
- 적국으로 등장하는 가달은 오이라트로 추정된다.

## 같이 보기
- 군담소설